# Село-над-Полховим Градцем
Село-над-Полховим Градцем (словен. Selo nad Polhovim Gradcem) — поселення в общині Доброва-Полхов Градець, Осреднєсловенський регіон, Словенія. 
Висота над рівнем моря: 471 м.